# NGC 364
NGC 364 este o galaxie lenticulară situată în constelația Balena. A fost descoperită în 2 septembrie 1864 de către Albert Marth.